# Benjamin Fitzpatrick
Benjamin Fitzpatrick (ur. 30 czerwca 1802 w hrabstwie Greene, zm. 21 listopada 1869 w Wetumpka) – amerykański polityk związany z Partią Demokratyczną. Reprezentował stan Alabama w Senacie Stanów Zjednoczonych. Gubernator stanu Alabama.
Urodził się w hrabstwie Greene. Osierocony w wieku 7 lat, został wychowany przez starsze rodzeństwo. W 1815 roku zamieszkał ze swoim bratem w Alabamie. Pracował jako sprzedawca w sklepie w Wetumpka oraz jako zastępca szeryfa. Studiował prawo, w 1821 roku został przyjęty do palestry i rozpoczął praktykę w Montgomery. W 1921 został doradcą prawnym w Montgomery.
W 1927 roku ożenił się z Sarah Terry Elmore, pochodzącą z bogatej i wpływowej rodziny (od nazwiska rodziny pochodzi nazwa hrabstwa Elmore). Żona Fitzpatricka zmarła w 1837 roku. Mieli sześciu synów. Dzięki temu małżeństwu Fitzpatrick został właścicielem dużej plantacji. Uprawianie ziemi przyniosło mu duże profity. W 1830 roku był właścicielem 24 niewolników, do 1850 roku ich liczba wzrosła do 106. Jego posiadłość w 1860 roku warta była 60 tys. dolarów, a majątek wynosił 125 tys. dolarów.
W 1837 roku kandydował na stanowisko gubernatora Alabamy, przegrał jednak z Arthurem P. Bagby. Stanowisko to objął w 1841 roku. W 1843 roku wybrany został na drugą kadencję i sprawował ten urząd do 1845 roku. Jako gubernator prowadził politykę skierowaną przeciwko bankom, był też zwolennikiem zmniejszania podatków i danin publicznych.
W 1847 roku ponownie się ożenił. Ze swoją drugą żoną, Aurelią Blassingame, miał siódmego syna. W 1848 roku gubernator Reuben Chapman mianował go senatorem w miejsce zmarłego Dixona Halla Lewisa, aby dokończył jego kadencję. Po jej upłynięciu Fitzpatrick kandydował na stanowisko senatora na nową kadencję, jednak jego kandydatura została zablokowana przez przedstawicieli północnej części stanu Alabama, którzy twierdzili, że wybór Fitzpatricka da oba miejsca Alabamy w Senacie przedstawicielom południowej części stanu, z pokrzywdzeniem północy. Ostatecznie senatorem wybrany został Jeremiah Clemens.
W 1853 roku Fitzpatrick został ponownie mianowany senatorem, aby dokończyć kadencję Williama R. Kinga, wybranego na urząd wiceprezydenta Stanów Zjednoczonych. Podczas tej kadencji był przewodniczącym Komisji do spraw Wydawnictw oraz Komisji do spraw Poprawionych Projektów Ustaw. W 1855 roku został wybrany na pełną kadencję, stanowisko senatora piastował do 1861 roku.
Podczas zasiadania w Senacie zajmował się głównie sprawami związanymi z ziemiami państwowymi. Walczył o prawo pierwokupu dla nielegalnych osadników gruntów przeznaczonych pod budowę kolei. Popierał też obniżenie cen za ziemię państwową. Od 1857 do 1861 roku był Przewodniczącym pro tempore Senatu Stanów Zjednoczonych.
W 1860 roku został nominowany na kandydata na stanowisko Wiceprezydenta Stanów Zjednoczonych u boku Stephena A. Douglasa. Fitzpatrick początkowo zaakceptował nominację, ale po powrocie do Alabamy zorientował się, że Douglas jest niepopularny wśród wyborców i ostatecznie odmówił udziału w wyborach, a kandydatem w jego miejsce został Herschel V. Johnson.
21 stycznia 1861 roku, kilka dni po ogłoszeniu przez Alabamę secesji ze Stanów Zjednoczonych, zrezygnował ze stanowiska senatora i powrócił na swoją plantację. W 1865 roku, pod koniec wojny secesyjnej, wziął udział w konwencji konstytucyjnej stanu Alabama i został jej przewodniczącym.
Zmarł w 21 listopada 1869 roku na swojej plantacji niedaleko Wetumpka. Został pochowany na cmentarzu Oakwood w Montgomery.